# Acquaviva d'Isernia
Acquaviva d'Isernia é uma comuna italiana da região do Molise, província de Isérnia, com cerca de 468 habitantes. Estende-se por uma área de 13 km², tendo uma densidade populacional de 36 hab/km². Faz fronteira com Cerro al Volturno, Forlì del Sannio, Montenero Val Cocchiara, Rionero Sannitico.

## Demografia
| Variação demográfica do município entre 1861 e 2011                               |
|                                                                                   |
| Fonte: Istituto Nazionale di Statistica (ISTAT) - Elaboração gráfica da Wikipedia |